# Royal Regalia Museum
Royal Regalia Museum (în malaieză Muzium Alat Kebesaran Diraja), cunoscut anterior sub numele de Royal Regalia Building în malaieză Bangunan Alat Kebesaran Diraja), este un muzeu situat în centrul orașului Bandar Seri Begawan, capitala Bruneiului. Acesta găzduiește în principal însemnele sultanului și ale regalității, precum și exponate legate de comemorările celebrărilor jubileului de argint și de aur ale domniei sultanului Hassanal Bolkiah din Brunei. A fost deschis oficial la 30 septembrie 1992 de către sultanul însuși.

## Istoria
Clădirea, inițial numită „Clădirea Memorială a lui Churchill”, care a fost înființată de sultanul Omar Ali Saiffudien al III-lea, care îl prezenta pe tatăl sultanului, care îl admira pe Winston Churchill, a fost înlocuită la sfârșitul anului 1992 de Royal Regalia Exhibition Hall. A fost înființată pentru a sărbători Jubileul de Argint al încoronării Majestății Sale ca al 29-lea rege al Bruneiului. O trecere în revistă istorică a vieții sultanului actual este povestită prin imagini de familie cu texte narative detaliate în care el este evidențiat prin multe dintre portretele sale precum și cu ajutorul unei holograme.
La 2 decembrie 2017, clădirea a fost redenumită Royal Regalia Museum, odată cu celebrarea Jubileului de Aur a accederii la tron a Majestății Sale.

## Descriere

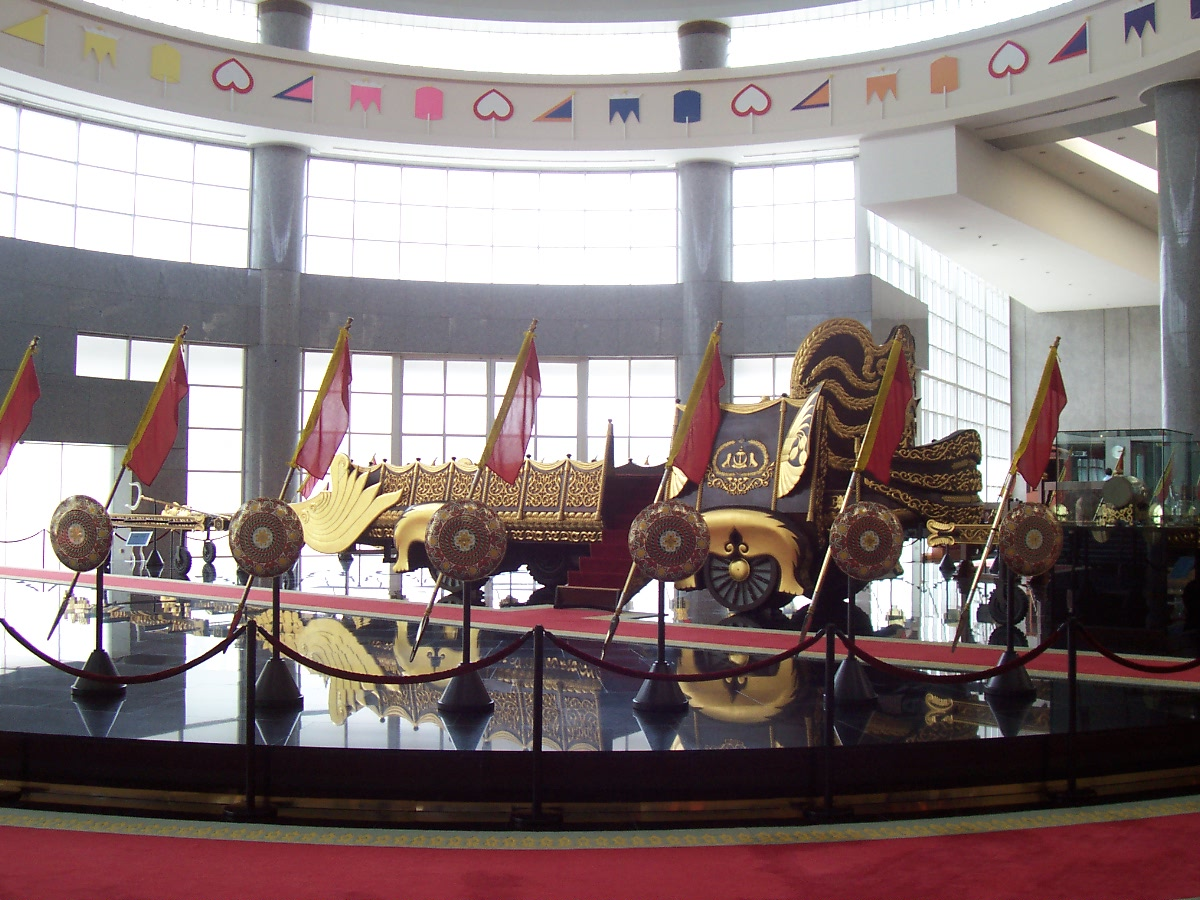
Expoziția de la intrare

Clădirea muzeului este o structură mare cu cupolă de aur, care este echipată cu mozaicuri special concepute. Are un plan semicircular și este acoperit cu covoare de pluș. Marmura a fost folosită pe scară largă în interiorul său. În prezentarea principală din holul de la intrare este un car imens folosit pentru parada care l-a purtat pe sultan pe străzile orașului cu ocazia sărbătoririi jubileului de argint din 1992. Un grup de manechine fără cap îmbrăcate în ținute tradiționale sunt expuse în fața carului. Există, de asemenea, un al doilea car care a fost folosit în timpul încoronării din 1968 și, de asemenea, în timpul vizitei reginei din 1972 în Brunei.
Exponatele includ artefactele care au fost folosite pentru ceremoniile regale din țară, armele ceremoniale din aur și argint, coroane încrustate cu bijuterii și alte accesorii care au făcut parte din ceremoniile de încoronare și costumele ceremoniale. Există o expoziție cu o mână și un antebraț de aur pe care sultanul le-a folosit ca recuzită pentru bărbie la încoronare și o coroană ornamentală, precum și exponate reprezentând „documente și tratate” în Galeria Constituțională.